# Río Canímar
Río Canímar är ett vattendrag i Kuba.   Det ligger i provinsen Matanzas, i den nordvästra delen av landet, 90 km öster om huvudstaden Havanna.